# La sustancia del mal (novela)
La sustancia del mal es una novela de intriga escrita en 2016 por el escritor italiano Luca D'Andrea. Se convirtió rápidamente en un éxito de ventas y fenómeno editorial (compra de derechos de traducción para más de treinta países).

## Argumento
Jeremiah Salinger y Mike McMellan se conocieron estudiando en la Escuela de Cine de Nueva York, el primero Guion y el segundo Dirección. Ante las pocas posibilidades de triunfar en la ficción, deciden dedicarse a los documentales. Realizan una serie documental informativa (factual), sobre las vivencias de los roadies en una gira. Debido al éxito obtenido la serie se prolonga durante tres temporadas más.
Los autores son invitados a la proyección de un capítulo en la academia donde estudiaron Cine. Allí, Salinger conoce a Annelise, una joven italiana estudiante en prácticas y entre ellos comienza una relación sentimental. Annelise amplía su estancia en Estados Unidos y fruto de la relación que ambos mantienen nace una niña: Clara.
Tras el fin de la serie, Salinger entra en una fase de agotamiento creativo, y junto con su mujer e hija marchan al pueblo natal de ella: Siebenhoch, en el Tirol del Sur-Alto Adigio, junto a los Alpes. Hay que decir que es esta una región de mayoría germano-parlante y que Salinger conoce el idioma porque su madre era alemana.
Allí se alojan en una casa que tiene el padre de Annelise. Salinger idea entonces realizar otra serie documental sobre el servicio de socorro alpino. Puesto en contacto con su socio Mike, quien aprueba fervientemente la idea y viaja a Italia, no encuentran graves problemas debido a los contactos que tiene su suegro con los socorristas. Cierto día, Mike es sustituido por Salinger, quien sube al helicóptero a grabar. En esa ocasión han de rescatar a una montañera que se encuentra herida en una grieta de un glaciar. Salinger baja al fondo de la grieta con el socorrista, y mientras este está izando la herida tiene lugar la catástrofe. Un alud se lleva por delante el helicóptero, causando la muerte de todos sus ocupantes. Tan solo se salva Salinger.
A raíz del accidente Salinger sufre un trastorno por estrés postraumático y en sus pesadillas siempre aparece lo que él acaba llamando la voz de la Bestia: el alud, la muerte. Entra en un estado de inactividad y ensimismamiento del cual logra sacarlo su hija Clara, que ya tiene cinco años, quien le pide constantemente que la lleve de excursión por los alrededores. En una visita al Bletterbach, una profunda garganta excavada por el río homónimo con numerosos afloramientos de fósiles en sus paredes, oye hablar por primera vez de la masacre allí ocurrida.
Mientras tanto Mike, con todo el material grabado hasta entonces, monta un documental y lo presenta a la dirección del canal, siendo aprobada su emisión. La publicidad hecha por el encargado de marketing para vender mejor la historia culpa del accidente al equipo de salvamento, creando un mal ambiente en Siebenhoch hacia Salinger. En esto también influye el hecho de que se descubra que está investigando y haciendo preguntas sobre la masacre del Bletterbach. 
Creyendo la gente del pueblo que está preparando un documental sobre ese asunto, se verá acosado y agredido por todos, incluyendo algunos que él nunca hubiera esperado.